# Llorenç d'Àustria-Este
Llorenç d'Àustria-Este, arxiduc d'Àustria, duc de Mòdena i príncep de Bèlgica (Boulogne-Billancourt, 16 de desembre de 1955). Membre de la dinastia dels Habsburg i cap de la casa ducal de Mòdena. Des de 1995 és, per reial decret, príncep dels belgues.
Nascut el 16 de desembre de 1955 a l'Hospital Belvedere de París, fill de l'arxiduc Robert d'Àustria-Este i de la princesa Margarida de Savoia-Aosta. L'arxiduc és net de l'emperador Carles I d'Àustria i de la princesa Zita de Borbó-Parma per via paterna i per via materna del duc d'Aosta, el príncep Amadeu de Savoia-Aosta i de la princesa Anna d'Orleans. Per naixement és arxiduc d'Àustria, príncep d'Hongria i de Bohèmia amb el tractament d'altesa imperial i des de 1996 duc de Mòdena, la Mirandola i Massa i príncep de Carrara.
L'any 1986 es casà a la Catedral catòlica de Brussel·les amb la princesa Àstrid de Bèlgica, fills dels llavors prínceps de Lieja, després rei Albert II de Bèlgica i de la princesa Paola Ruffo di Calàbria. Establerts a Brussel·les han tingut cinc fills que porten els títols d'arxiducs d'Àustria-Este i prínceps de Bèlgica amb el doble tractament d'altesa reial i imperial.
- Amadeu d'Àustria-Este, nat a Sint-Lambrechts-Woluwe el 1986.
- Maria Laura d'Àustria-Este, nada a Sint-Lambrechts-Woluwe el 1988.
- Joaquim d'Àustria-Este, nat a Sint-Lambrechts-Woluwe el 1991.
- Lluïsa d'Àustria-Este, nada a Sint-Lambrechts-Woluwe el 1995.
- Leticia d'Àustria-Este, nada a Brussel·les el 2003.

L'any 1995 Llorenç obtingué a través d'un Reial Decret expedit pel rei Albert II de Bèlgica el títol de príncep de Bèlgica amb l'inherent tractament d'altesa reial. La maniobra fou vista com la voluntat del monarca belga d'atorgar la Corona a la seva filla, la princesa Àstrid, saltant-se de la successió al duc de Brabant que a l'edat de 35 anys encara no havia assegurat la continuïtat de la dinastia.
Llorenç es dedica a l'activitat bancària a Bèlgica i empra el nom d'Habsburg com a cognom habitual en la seva vida professional.